# Aigis

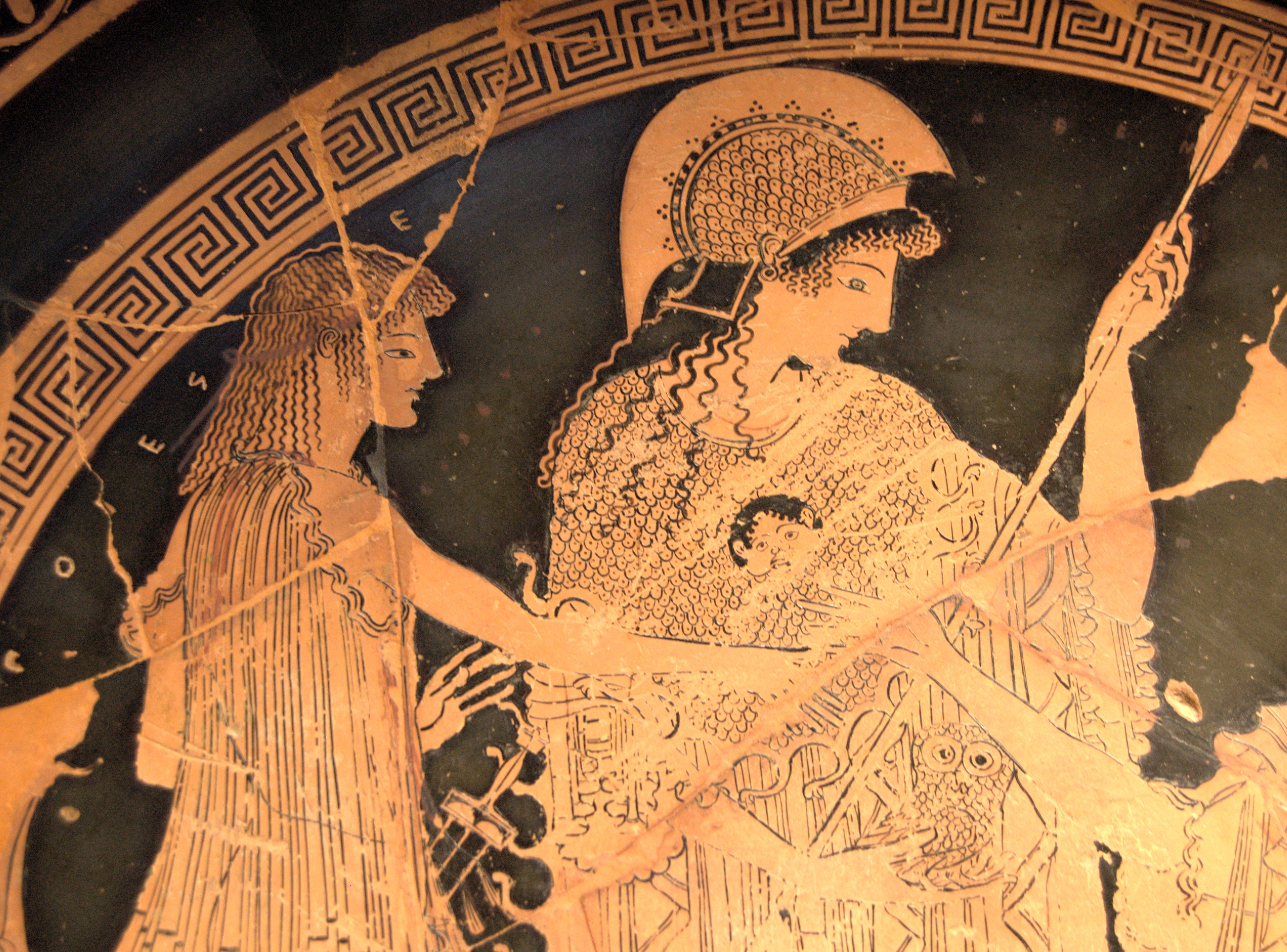
Pallas Athena med Aigis, hjälm, lans och sköld. Avbildning från cirka 500 f.Kr.

Aigis (klassisk grekiska: αἰγίς), även benämnd egid, var i grekisk mytologi Zeus sköld, ibland tolkad som ett getskinn. Det beskrivs som liknande ett dundrande åskmoln.
Den bars även av Pallas Athena. Aigis var en symbol för åskmolnet. Den formades av Hefaistos.
I centrum finns huvudet av Medusa, krage eller kort mantel av skinn, är fransad med ormar.